# نادي واكر إنسبروك
واكر إنسبروك هو نادي كرة قدم في النمسا تأسس في 1915. اغلق النادي في عام 1999.